# 7120 Davidgavine
7120 Davidgavine eller 1989 AD3 är en asteroid i huvudbältet som upptäcktes den 4 januari 1989 av den australiensiske astronomen Robert H. McNaught vid Siding Spring-observatoriet. Den är uppkallad efter David M. Gavine.
Den tillhör asteroidgruppen Koronis.